# Ministerio del Poder Popular para la Energía Eléctrica
El Ministerio para el Poder Popular para la Energía Eléctrica (MPPEE) es un ministerio venezolano creado en el 2009, durante el gobierno de Hugo Chávez, producto de la crisis energética que inició ese año. El ministerio se encarga de todo lo relativo a la formulación, seguimiento y evaluación de políticas, así como la regulación, la planificación y fiscalización de las actividades del Ejecutivo Nacional en materia de energía eléctrica, energía atómica y energías alternativas. El ministerio tiene entre sus entes adscritos a la Corporación Eléctrica Nacional (CORPOELEC).

## Estructura

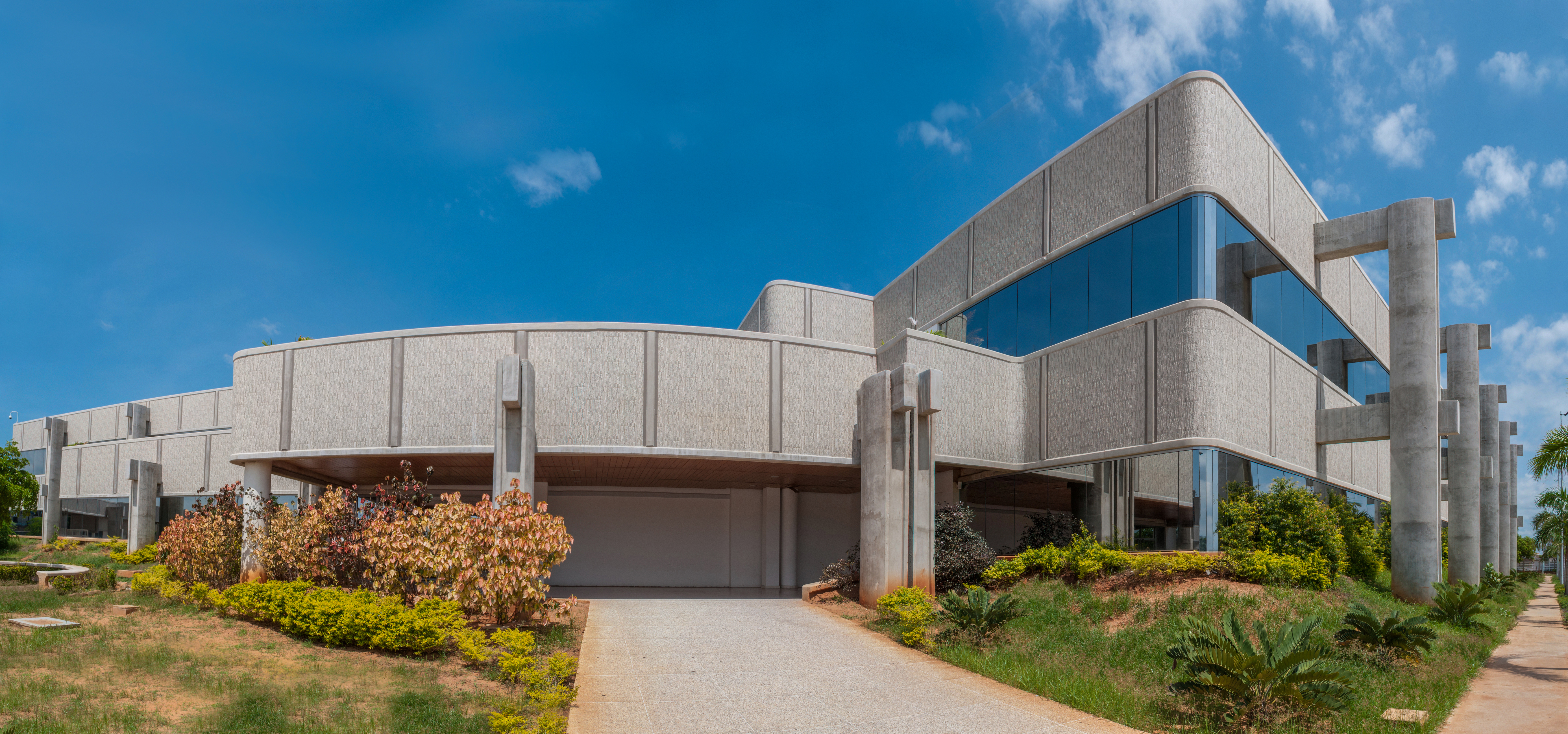
CORPOELEC Fuerzas Armadas, Maracaibo

### Despachos de Viceministros
- Despacho del Viceministro de Servicio Eléctrico.
- Despacho del Viceministro para Nuevas Fuentes y Uso Racional de la Energía Eléctrica.
- Despacho del Viceministro de Finanzas, Inversiones y Alianzas Estratégicas.
- Despacho del Viceministro para el Desarrollo del Sector y la Industria Eléctrica.

### Órganos y Entes Adscritos
- Corporación Eléctrica Nacional
- Corporación Industrial para la Energía Eléctrica (CORPOELEC INDUSTRIAL)
- Fundación para el Desarrollo del Servicio Eléctrico (FUNDELEC)
- Fundación Instituto para el Desarrollo Energético "Luis Zambrano" (FIDELZ)

## Ministros
Con la creación del ministerio, Hugo Chávez nombró al entonces diputado del PSUV Ángel Rodríguez, primer ministro de Energía Eléctrica. Hasta ese entonces, Rodríguez se desempeñaba como presidente de la Comisión de Energía y Minas de la Asamblea Nacional de Venezuela. Sin embargo, Rodríguez fue obligado a renunciar el 13 de enero de 2010, luego de que Caracas sufriera un primer día de racionamiento eléctrico que ocasionó descontento en la población y que Chávez calificó de "pésimamente ejecutado". En su lugar, tres días después, Alí Rodríguez Araque fue nombrado ministro, siendo hasta ese entonces ministro de Economía y Finanzas.
El 26 de enero de 2011, Alí Rodríguez fue reemplazado de manera temporal por Rodolfo Navarro en su cargo de ministro, mientras que el cargo de presidente de Corpoelec fue asumido por Joaquín Osorio. Aunque se desconocen las razones para su breve salida, la misma se realizó en medio del proceso de selección del nuevo presidente de Unasur, a la cual Rodríguez se había presentado como candidato. Algunas fuentes han asegurado que la misma se realizó por motivos de salud.
El 18 de enero de 2012, Héctor Navarro fue nombrado ministro en lugar de Rodríguez Araque, ya que este último habría partido para asumir la presidencia de Unasur.
| Ministros de Energía Eléctrica de Venezuela |                       |                  |                |
| Orden                                       | Nombre                | Período          | Presidente     |
| 1                                           | Ángel Rodríguez       | 2009-2010        | Hugo Chávez    |
| 2                                           | Alí Rodríguez Araque  | 2010-2012        | Hugo Chávez    |
| 3                                           | Héctor Navarro        | 2012-2013        | Hugo Chávez    |
| 4                                           | Jesse Chacón          | 2013-2015        | Nicolás Maduro |
| 5                                           | Luis Motta Domínguez  | 2015-2019        | Nicolás Maduro |
| 6                                           | Igor Gavidia León     | 2019             | Nicolás Maduro |
| 7                                           | Freddy Brito Maestre  | 2019-2020        | Nicolás Maduro |
| 8                                           | Néstor Reverol        | 2020-2024        | Nicolás Maduro |
| 9                                           | Jorge Elieser Márquez | 2024-2025        | Nicolás Maduro |
| 10                                          | Jorge Elieser Márquez | 2025-actualmente | Nicolás Maduro |

## Enláces externos
- Sitio Web

- Datos: Q9033378